# Окунінка
Окунінка (пол. Okuninka) — село в Польщі, у гміні Володава Володавського повіту Люблінського воєводства. Населення — 403 особи (2011).

## Історія
За даними етнографічної експедиції 1869—1870 років під керівництвом Павла Чубинського, у селі переважно проживали греко-католики, які розмовляли українською мовою.
Село належало до району діяльності УПА. У 1946 році боївка УПА напала на відділення польської комуністичної влади в Окунинці, внаслідок чого комуністи відступили.
У 1975—1998 роках село належало до Холмського воєводства.

## Демографія
Демографічна структура станом на 31 березня 2011 року:
|          | Загалом | Допрацездатний вік | Працездатний вік | Постпрацездатний вік |
| -------- | ------- | ------------------ | ---------------- | -------------------- |
| Чоловіки | 201     | 40                 | 136              | 25                   |
| Жінки    | 202     | 33                 | 119              | 50                   |
| Разом    | 403     | 73                 | 255              | 75                   |